# Zakspeed 881
La Zakspeed 881 è una vettura di Formula 1 realizzata dalla Zakspeed nel 1988.

## Sviluppo
Sviluppata a partire dalla 871, la 881 venne progettata per prendere parte alla stagione 1988 del campionato del mondo di Formula 1.
La monoscocca era quell'anno precedente: benché il regolamento tecnico di quell'anno stabilisse che la pedaliera doveva essere posizionata dietro l'asse anteriore, esso prevedeva una deroga (di cui si avvalsero, oltre alla Zakspeed, anche Ferrari, Arrows, Osella e Lotus) per le vetture con motore turbo che avessero mantenuto la monoscocca uguale a quella della precedente stagione.

## Tecnica
La vettura venne sviluppata da Chris Murphy e Heinz Zollner ed era dotata di un telaio monoscocca in carbonio, lo stesso della 871. Come propulsore era impiegato un Zakspeed 1500/4 Turbo da 640 cv gestito da un cambio Hewland/Zakspeed manuale a sei marce. La capacità del serbatoio era di 150 litri, mentre le sospensioni erano a doppio braccio trasversale con configurazione pullrod.

## Attività sportiva
La vettura, realizzata in due esemplari, venne affidata ai piloti Bernd Schneider e Piercarlo Ghinzani. Nonostante il propulsore fosse uno dei più potenti schierati nel mondiale, la vettura fu perseguitata da numerosi guasti sia all'impianto propulsivo che al turbocompressore, e l'eccessivo peso ne pregiudicò le prestazioni generali. Su 16 gare, solo 4 vennero portate a termine, con il miglior risultato costituito da un 12º posto al GP di Germania.